# Eduardo Bruce, 1.º Lorde Kinloss
Eduardo Bruce, 1.º Lorde Kinloss PC (1548 - 14 de janeiro de 1611) foi um advogado e juiz escocês.
Ele foi o segundo filho de Edward Bruce de Blairhall e Alison Reid.

## Carreira
Em 1594, Jaime VI o enviou como embaixador em Londres e deu-lhe £ 1,000 escoceses para suas despesas. Com Jaime Colville, foi enviado para convidar a rainha Isabel I para enviar um representante ao batismo do príncipe Henry, discutir o assunto do Conde de Bothwell, católicos na Escócia, e pedir a soma anual de dinheiro que Elizabeth deu a Jaime VI. Eles deviam garantir que o dinheiro fosse pago a Tomás Foulis. Ele também solicitou a rendição do ourives de Ana da Dinamarca, Jacob Kroger, que tinha fugido para a Inglaterra com as joias da rainha.
Bruce foi enviado a Londres em busca de dinheiro de Elizabeth novamente em abril de 1598 e recebeu £ 3.000. Ele intercedeu em um caso legal em Londres por seu irmão, George Bruce de Carnock, cujo navio o Bruce foi forçado a enfrentar um grupo de cativos africanos e portugueses por capitães ingleses. Ele também negociou com sucesso a libertação de Roberto Ker de Cessford, que estava detido pelo arcebispo de Iorque em Bishopthorpe. Em seu retorno a Edimburgo, Bruce se encontrou com Jaime VI em seu gabinete no Palácio de Holyrood por quatro horas.

## Casamento e filhos
Edward Bruce casou-se com Madalena Clerk, filha de Alexandre Clerk. Seus filhos incluíam:
1. Eduardo Bruce, 2.º Lorde Kinloss (1594–1613), que foi morto em duelo com Eduardo Sackville em Bergen op Zoom e enterrado lá, exceto seu coração que foi enterrado na Abadia de Culross em uma caixa de prata em forma de coração presa com ferro entre duas pedras. O enterro do coração foi descoberto em 1808 e reenterrado.[8]
2. Cristiano Bruce (falecido em 1675), que se casou com Guilherme Cavendish, 2.º Conde de Devonshire.
3. Tomás Bruce, 1.º Conde de Elgin (1599–1663)
4. Roberto Bruce, Barão de Skelton[9]
5. Janete Bruce (que pode ter nascido ilegitimamente de outra mãe), que se casou com Thomas Dalyell dos Binns e foi a mãe do General Tam Dalyell dos Binns.